# Druzy (biologia)

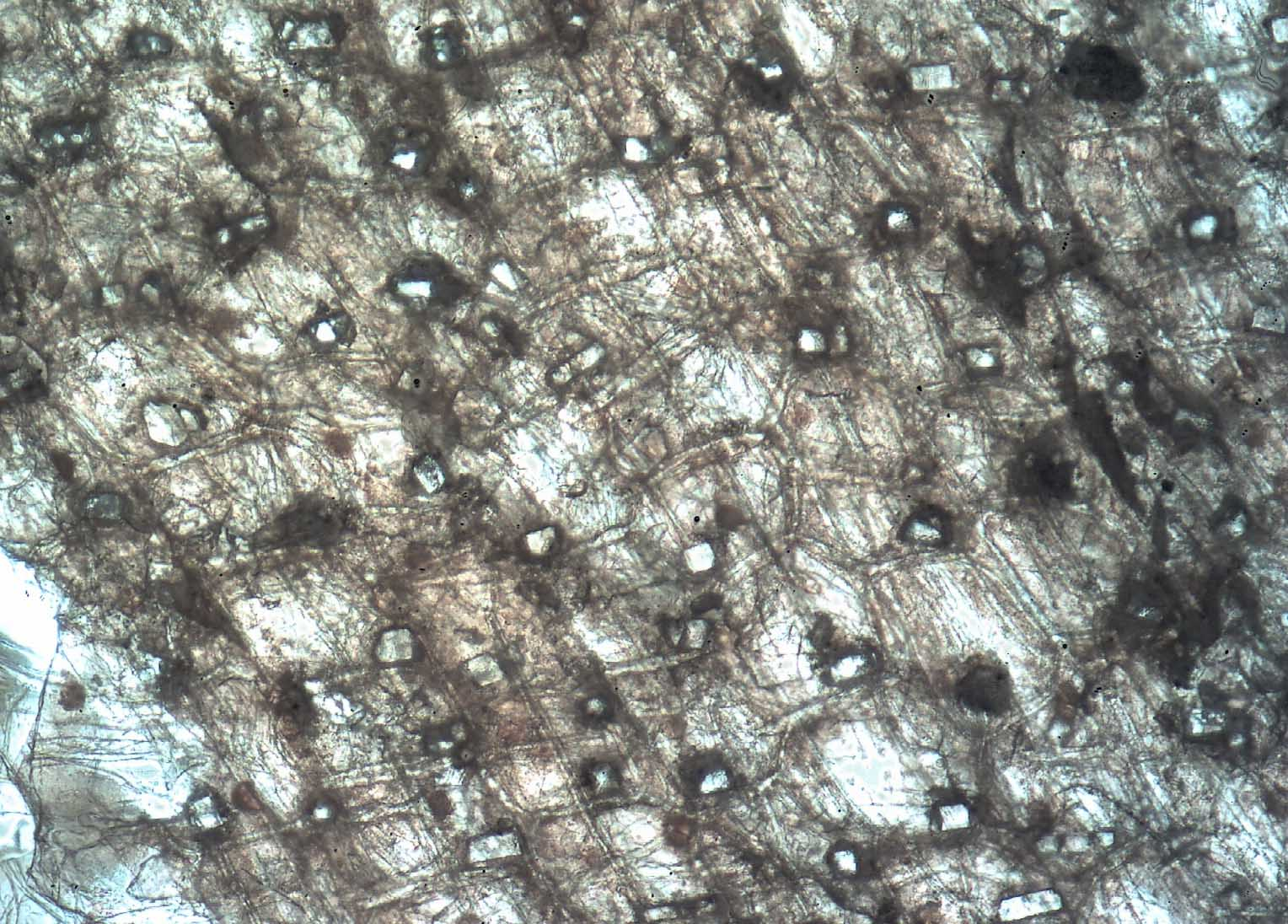
Druzy w cebuli (stukrotne powiększenie)

Druzy – zespoły drobnych kryształów szczawianu wapnia połączonych w taki sposób, że powierzchnia najeżona jest ich narożami. Powstają zwykle w wakuoli lub w ścianie komórkowej.